# امیرتوربه
امیرتوربه (به ترکی آذربایجانی: Əmirtürbə) یک منطقه مسکونی در جمهوری آذربایجان است که در شهرستان ماسال‌لی و در دهیاری گل‌لوتپه واقع شده است. امیر توربه ۳۷۸ نفر جمعیت دارد.

## ریشه واژه
شخصی به‌نام امیر که معتمد مردم محل بوده در این ناحیه به خاک سپرده شده‌است و به احترام او نام این محل امیرتوربه است.